# Cáo tuyết Bắc Cực
Cáo tuyết Bắc Cực (Vulpes lagopus), còn có tên cáo trắng, cáo tuyết hay cáo Bắc Cực, là một loài cáo nhỏ có nguồn gốc từ vùng Bắc Cực ở Bắc bán cầu và thường sống tại quần xã ở đài nguyên Bắc Cực. Loài cáo này thích nghi tốt với môi trường lạnh. Chúng sở hữu bộ lông dày có màu nâu vào mùa hạ và chuyển sang màu trắng vào mùa đông. Chiều dài cơ thể vào khoảng 46 đến 68 cm (18 đến 27 in) cùng với thân hình cong tròn giúp chúng giảm thiểu được sự truyền nhiệt từ cơ thể ra ngoài không khí.
Cáo Bắc Cực ăn thịt mọi sinh vật nhỏ mà chúng tìm thấy, bao gồm chuột Lemming, chuột đồng, hải cẩu đeo vòng non, các loài cá, thủy cầm và cả chim biển. Chúng còn ăn các xác thối, quả mọng, rong biển, côn trùng và những loài động vật không xương sống nhỏ khác. Cáo Bắc Cực hình thành những đôi đơn giao phối trong mùa sinh sản và chúng sẽ ở cùng nhau để nuôi dưỡng con non trong các hang dưới lòng đất. Đôi khi, những thành viên khác trong gia đình sẽ giúp chúng thực hiện công việc này.

## Thích nghi

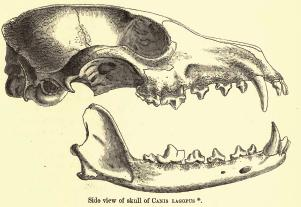
Hộp sọ

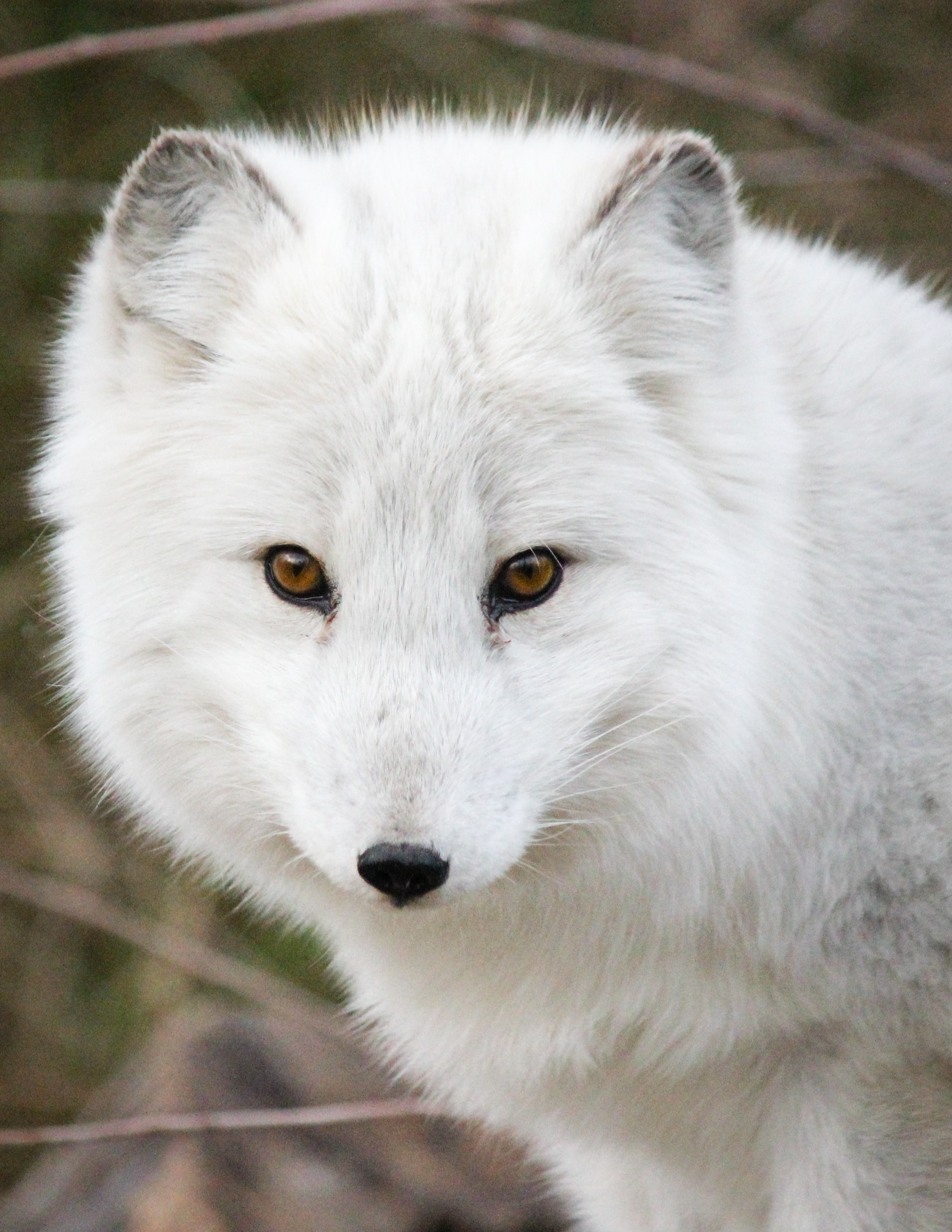
Cận cảnh phần đầu

Cáo Bắc Cực sống tại những nơi cực kỳ lạnh giá trên hành tinh nhưng vẫn không bị run cho đến khi nhiệt độ xuống tận −70 °C (−94 °F). Giúp chúng thích nghi để sống sót trong cái lạnh là bộ lông dày, nhiều lớp và có tính cách nhiệt cao, một hệ thống trao đổi nhiệt ngược chiều ở máu tuần hoàn tại bàn chân giúp duy trì nhiệt độ lõi cơ thể, và là một nguồn cung chất béo dồi dào. Loài cáo này có tỉ lệ diện tích bề mặt so thể tích thấp nhờ có thân hình săn chắc, mõm và chân ngắn, cùng đôi tai ngắn, dày. Càng ít diện tích bề mặt tiếp xúc với cái lạnh Bắc cực đồng nghĩa với việc càng ít nhiệt truyền từ cơ thể ra ngoài không khí.
Lông mọc trên lòng bàn chân giúp cách nhiệt cũng như bước đi trên băng tuyết. Cáo Bắc Cực có thính giác cực nhạy định vị chính xác nơi những con vật nhỏ đang chuyển động dưới tuyết. Khi nắm bắt được vị trí con mồi, sẽ lao tới và vồ lấy nạn nhân xuyên qua lớp tuyết. Lông đổi màu theo mùa: đa số sẽ có màu trắng vào mùa đông để ẩn mình dưới tuyết trong khi vào mùa hạ sẽ có màu xám - nâu hoặc nâu sẫm. Tuy nhiên, trong vài quần thể, vài cá thể đôi khi sẽ có lông xám pha chút xanh nhạt vào mùa đông và trở nên nhạt hơn trong mùa hè.

## Tập tính
Cáo Bắc Cực không ngủ đông và hoạt động quanh năm. Chúng tích trữ chất béo trong mùa thu và đôi khi tăng trọng lượng cơ thể lên đến hơn 50 %. Điều này giúp cách nhiệt cho cơ thể trong suốt mùa đông cũng như một nguồn cung năng lượng dồi dào khi thức ăn khan hiếm. Chúng sống trong các hang lớn không rã đông, bề mặt hơi nâng lên. Đó là một hệ thống đường hầm phức tạp rộng khoảng 1.000 m2 (1.200 thước Anh vuông) và thường nằm ở những ngọn đồi ngoằn nghoèo, rặng núi dài tạo nên bởi vật liệu trầm tích lắng đọng trong vùng trước đây phủ băng. Hang có rất nhiều ngõ ngách và có thể đã tồn tại suốt nhiều thập kỷ cũng như được sử dụng qua nhiều thế hệ nhà cáo.

## Sinh sản
Cáo Bắc Cực có xu hướng hình thành cặp đơn giao phối, một cái – một đực, trong mùa sinh sản và duy trì một phần lãnh thổ xung quanh hang. Giao phối thường diễn ra từ tháng 4 đến tháng 5 và thai kỳ kéo dài khoảng 52 ngày. Trung bình một lứa, cáo cái đẻ từ 5 đến 8 cáo con nhưng đặc biệt có thể nhiều đến 25 con non (lứa đẻ nhiều nhất trong cả bộ Carnivora). Cáo non sẽ được cả cha lẫn mẹ chăm sóc, sẽ rời hang khi được 3 đến 4 tuần tuổi và cai sữa khi được 9 tuần tuổi.

## Khẩu phần
Cáo Bắc Cực nhìn chung sẽ ăn thịt bất kỳ động vật nhỏ mà chúng tìm thấy, bao gồm chuột Lemming, chuột đồng, gặm nhấm khác, thỏ đồng, chim, trứng và cả xác thối. Chúng tìm ăn xác mồi chết dư thừa từ kẻ săn mồi lớn hơn như sói hay gấu trắng Bắc Cực và khi thức ăn khan hiếm, cáo thậm chí còn ăn phân của mình. Ở khu vực cáo sinh sống, chuột Lemming là con mồi phổ biến nhất và một gia đình nhà cáo có thể ăn hàng tá chuột Lemming mỗi ngày. Tại vài điểm thuộc Bắc Canada, một lượng lớn chim di cư kéo đến theo mùa cũng là nguồn cung thức ăn dồi dào. Trên bờ biển Iceland hay những đảo khác, thức ăn chủ yếu cũng là chim. Suốt tháng 4 và tháng 5, cáo Bắc Cực còn săn hải cẩu đeo vòng non khi mà cáo con còn trong hang tuyết và chưa thể tự săn mồi. Cá bơi dưới băng cũng là một phần của chế độ ăn, cáo còn ăn quả mọng và rong biển, do đó chúng được xem là loài động vật ăn tạp. Chúng chuyên săn trứng chim các loại, chỉ trừ trứng của những loài chim lớn nhất lãnh nguyên. Khi thức ăn dư thừa, cáo sẽ chôn vùi phần dư để dự trữ.

## Kích thước
Chiều dài trung bình từ phần đầu đến hết thân của cáo đực 55 cm (22 in), với khoảng từ 46 đến 68 cm (18 đến 27 in), trong khi cáo cái trung bình 52 cm (20 in) với khoảng từ 41 đến 55 cm (16 đến 22 in). Ở một số vùng, không có khác biệt về kích thước giữa đực và cái. Đuôi dài khoảng 30 cm (12 in) ở cả đực và cái. Chiều cao bờ vai khoảng 25 đến 30 cm (9,8 đến 11,8 in). Cân nặng trung bình của cáo đực khoảng 3,5 kg (7,7 lb), trong phạm vi 3,2 đến 9,4 kg (7,1 đến 20,7 lb), trong khi cáo cái trung bình 2,9 kg (6,4 lb), trong phạm vi 1,4 đến 3,2 kg (3,1 đến 7,1 lb).

## Phân loại
Vulpes lagopus là loài 'cáo thực sự' thuộc chi Vulpes của tông cáo Vulpini. Loài được liệt vào phân họ Caninae thuộc họ hữu nhũ Canidae. Mặc dù trước đó cáo Bắc Cực được xếp riêng biệt vào chi đơn diện Alopex, nhưng gần đây những bằng chứng về di truyền học khiến loài được xếp vào chi Vulpes cùng với phần lớn những loài cáo khác.
|  | \| \| Cáo Bắc Cực[18](Fig. 10) \| \| \| \| \| \| Cáo nhỏ Bắc Mỹ \| \| \| \| |
|  |                                                                             |
|  | Cáo chạy nhanh                                                              |
|  |                                                                             |
|  | Cáo Bắc Cực(Fig. 10)                                                        |
|  |                                                                             |
|  | Cáo nhỏ Bắc Mỹ                                                              |
|  |                                                                             |

|  | Cáo Bắc Cực(Fig. 10) |
|  |                      |
|  | Cáo nhỏ Bắc Mỹ       |
|  |                      |

|  | Cáo thảo nguyên                                        |
|  |                                                        |
|  | \| \| Cáo Rüppell \| \| \| \| \| \| Cáo đỏ \| \| \| \| |
|  |                                                        |
|  | Cáo Rüppell                                            |
|  |                                                        |
|  | Cáo đỏ                                                 |
|  |                                                        |

|  | Cáo Rüppell |
|  |             |
|  | Cáo đỏ      |
|  |             |

|  | \| \| Cáo Bắc Cực[18](Fig. 10) \| \| \| \| \| \| Cáo nhỏ Bắc Mỹ \| \| \| \| |
|  |                                                                             |
|  | Cáo chạy nhanh                                                              |
|  |                                                                             |
|  | Cáo Bắc Cực(Fig. 10)                                                        |
|  |                                                                             |
|  | Cáo nhỏ Bắc Mỹ                                                              |
|  |                                                                             |

|  | Cáo Bắc Cực(Fig. 10) |
|  |                      |
|  | Cáo nhỏ Bắc Mỹ       |
|  |                      |

|  | Cáo thảo nguyên                                        |
|  |                                                        |
|  | \| \| Cáo Rüppell \| \| \| \| \| \| Cáo đỏ \| \| \| \| |
|  |                                                        |
|  | Cáo Rüppell                                            |
|  |                                                        |
|  | Cáo đỏ                                                 |
|  |                                                        |

|  | Cáo Rüppell |
|  |             |
|  | Cáo đỏ      |
|  |             |

|  | \| \| Cáo Bắc Cực[18](Fig. 10) \| \| \| \| \| \| Cáo nhỏ Bắc Mỹ \| \| \| \| |
|  |                                                                             |
|  | Cáo chạy nhanh                                                              |
|  |                                                                             |
|  | Cáo Bắc Cực(Fig. 10)                                                        |
|  |                                                                             |
|  | Cáo nhỏ Bắc Mỹ                                                              |
|  |                                                                             |

|  | Cáo Bắc Cực(Fig. 10) |
|  |                      |
|  | Cáo nhỏ Bắc Mỹ       |
|  |                      |

|  | Cáo thảo nguyên                                        |
|  |                                                        |
|  | \| \| Cáo Rüppell \| \| \| \| \| \| Cáo đỏ \| \| \| \| |
|  |                                                        |
|  | Cáo Rüppell                                            |
|  |                                                        |
|  | Cáo đỏ                                                 |
|  |                                                        |

|  | Cáo Rüppell |
|  |             |
|  | Cáo đỏ      |
|  |             |

|  | \| \| Cáo Bắc Cực[18](Fig. 10) \| \| \| \| \| \| Cáo nhỏ Bắc Mỹ \| \| \| \| |
|  |                                                                             |
|  | Cáo chạy nhanh                                                              |
|  |                                                                             |
|  | Cáo Bắc Cực(Fig. 10)                                                        |
|  |                                                                             |
|  | Cáo nhỏ Bắc Mỹ                                                              |
|  |                                                                             |

|  | Cáo Bắc Cực(Fig. 10) |
|  |                      |
|  | Cáo nhỏ Bắc Mỹ       |
|  |                      |

|  | Cáo thảo nguyên                                        |
|  |                                                        |
|  | \| \| Cáo Rüppell \| \| \| \| \| \| Cáo đỏ \| \| \| \| |
|  |                                                        |
|  | Cáo Rüppell                                            |
|  |                                                        |
|  | Cáo đỏ                                                 |
|  |                                                        |

|  | Cáo Rüppell |
|  |             |
|  | Cáo đỏ      |
|  |             |

|  | Cáo Blanford |
|  |              |
|  | Cáo Fennec   |
|  |              |

|  | \| \| Cáo Bắc Cực[18](Fig. 10) \| \| \| \| \| \| Cáo nhỏ Bắc Mỹ \| \| \| \| |
|  |                                                                             |
|  | Cáo chạy nhanh                                                              |
|  |                                                                             |
|  | Cáo Bắc Cực(Fig. 10)                                                        |
|  |                                                                             |
|  | Cáo nhỏ Bắc Mỹ                                                              |
|  |                                                                             |

|  | Cáo Bắc Cực(Fig. 10) |
|  |                      |
|  | Cáo nhỏ Bắc Mỹ       |
|  |                      |

|  | Cáo thảo nguyên                                        |
|  |                                                        |
|  | \| \| Cáo Rüppell \| \| \| \| \| \| Cáo đỏ \| \| \| \| |
|  |                                                        |
|  | Cáo Rüppell                                            |
|  |                                                        |
|  | Cáo đỏ                                                 |
|  |                                                        |

|  | Cáo Rüppell |
|  |             |
|  | Cáo đỏ      |
|  |             |

|  | \| \| Cáo Bắc Cực[18](Fig. 10) \| \| \| \| \| \| Cáo nhỏ Bắc Mỹ \| \| \| \| |
|  |                                                                             |
|  | Cáo chạy nhanh                                                              |
|  |                                                                             |
|  | Cáo Bắc Cực(Fig. 10)                                                        |
|  |                                                                             |
|  | Cáo nhỏ Bắc Mỹ                                                              |
|  |                                                                             |

|  | Cáo Bắc Cực(Fig. 10) |
|  |                      |
|  | Cáo nhỏ Bắc Mỹ       |
|  |                      |

|  | Cáo thảo nguyên                                        |
|  |                                                        |
|  | \| \| Cáo Rüppell \| \| \| \| \| \| Cáo đỏ \| \| \| \| |
|  |                                                        |
|  | Cáo Rüppell                                            |
|  |                                                        |
|  | Cáo đỏ                                                 |
|  |                                                        |

|  | Cáo Rüppell |
|  |             |
|  | Cáo đỏ      |
|  |             |

|  | \| \| Cáo Bắc Cực[18](Fig. 10) \| \| \| \| \| \| Cáo nhỏ Bắc Mỹ \| \| \| \| |
|  |                                                                             |
|  | Cáo chạy nhanh                                                              |
|  |                                                                             |
|  | Cáo Bắc Cực(Fig. 10)                                                        |
|  |                                                                             |
|  | Cáo nhỏ Bắc Mỹ                                                              |
|  |                                                                             |

|  | Cáo Bắc Cực(Fig. 10) |
|  |                      |
|  | Cáo nhỏ Bắc Mỹ       |
|  |                      |

|  | Cáo thảo nguyên                                        |
|  |                                                        |
|  | \| \| Cáo Rüppell \| \| \| \| \| \| Cáo đỏ \| \| \| \| |
|  |                                                        |
|  | Cáo Rüppell                                            |
|  |                                                        |
|  | Cáo đỏ                                                 |
|  |                                                        |

|  | Cáo Rüppell |
|  |             |
|  | Cáo đỏ      |
|  |             |

|  | \| \| Cáo Bắc Cực[18](Fig. 10) \| \| \| \| \| \| Cáo nhỏ Bắc Mỹ \| \| \| \| |
|  |                                                                             |
|  | Cáo chạy nhanh                                                              |
|  |                                                                             |
|  | Cáo Bắc Cực(Fig. 10)                                                        |
|  |                                                                             |
|  | Cáo nhỏ Bắc Mỹ                                                              |
|  |                                                                             |

|  | Cáo Bắc Cực(Fig. 10) |
|  |                      |
|  | Cáo nhỏ Bắc Mỹ       |
|  |                      |

|  | Cáo thảo nguyên                                        |
|  |                                                        |
|  | \| \| Cáo Rüppell \| \| \| \| \| \| Cáo đỏ \| \| \| \| |
|  |                                                        |
|  | Cáo Rüppell                                            |
|  |                                                        |
|  | Cáo đỏ                                                 |
|  |                                                        |

|  | Cáo Rüppell |
|  |             |
|  | Cáo đỏ      |
|  |             |

|  | Cáo Blanford |
|  |              |
|  | Cáo Fennec   |
|  |              |

|  | \| \| Cáo Bắc Cực[18](Fig. 10) \| \| \| \| \| \| Cáo nhỏ Bắc Mỹ \| \| \| \| |
|  |                                                                             |
|  | Cáo chạy nhanh                                                              |
|  |                                                                             |
|  | Cáo Bắc Cực(Fig. 10)                                                        |
|  |                                                                             |
|  | Cáo nhỏ Bắc Mỹ                                                              |
|  |                                                                             |

|  | Cáo Bắc Cực(Fig. 10) |
|  |                      |
|  | Cáo nhỏ Bắc Mỹ       |
|  |                      |

|  | Cáo thảo nguyên                                        |
|  |                                                        |
|  | \| \| Cáo Rüppell \| \| \| \| \| \| Cáo đỏ \| \| \| \| |
|  |                                                        |
|  | Cáo Rüppell                                            |
|  |                                                        |
|  | Cáo đỏ                                                 |
|  |                                                        |

|  | Cáo Rüppell |
|  |             |
|  | Cáo đỏ      |
|  |             |

|  | \| \| Cáo Bắc Cực[18](Fig. 10) \| \| \| \| \| \| Cáo nhỏ Bắc Mỹ \| \| \| \| |
|  |                                                                             |
|  | Cáo chạy nhanh                                                              |
|  |                                                                             |
|  | Cáo Bắc Cực(Fig. 10)                                                        |
|  |                                                                             |
|  | Cáo nhỏ Bắc Mỹ                                                              |
|  |                                                                             |

|  | Cáo Bắc Cực(Fig. 10) |
|  |                      |
|  | Cáo nhỏ Bắc Mỹ       |
|  |                      |

|  | Cáo thảo nguyên                                        |
|  |                                                        |
|  | \| \| Cáo Rüppell \| \| \| \| \| \| Cáo đỏ \| \| \| \| |
|  |                                                        |
|  | Cáo Rüppell                                            |
|  |                                                        |
|  | Cáo đỏ                                                 |
|  |                                                        |

|  | Cáo Rüppell |
|  |             |
|  | Cáo đỏ      |
|  |             |

|  | \| \| Cáo Bắc Cực[18](Fig. 10) \| \| \| \| \| \| Cáo nhỏ Bắc Mỹ \| \| \| \| |
|  |                                                                             |
|  | Cáo chạy nhanh                                                              |
|  |                                                                             |
|  | Cáo Bắc Cực(Fig. 10)                                                        |
|  |                                                                             |
|  | Cáo nhỏ Bắc Mỹ                                                              |
|  |                                                                             |

|  | Cáo Bắc Cực(Fig. 10) |
|  |                      |
|  | Cáo nhỏ Bắc Mỹ       |
|  |                      |

|  | Cáo thảo nguyên                                        |
|  |                                                        |
|  | \| \| Cáo Rüppell \| \| \| \| \| \| Cáo đỏ \| \| \| \| |
|  |                                                        |
|  | Cáo Rüppell                                            |
|  |                                                        |
|  | Cáo đỏ                                                 |
|  |                                                        |

|  | Cáo Rüppell |
|  |             |
|  | Cáo đỏ      |
|  |             |

|  | \| \| Cáo Bắc Cực[18](Fig. 10) \| \| \| \| \| \| Cáo nhỏ Bắc Mỹ \| \| \| \| |
|  |                                                                             |
|  | Cáo chạy nhanh                                                              |
|  |                                                                             |
|  | Cáo Bắc Cực(Fig. 10)                                                        |
|  |                                                                             |
|  | Cáo nhỏ Bắc Mỹ                                                              |
|  |                                                                             |

|  | Cáo Bắc Cực(Fig. 10) |
|  |                      |
|  | Cáo nhỏ Bắc Mỹ       |
|  |                      |

|  | Cáo thảo nguyên                                        |
|  |                                                        |
|  | \| \| Cáo Rüppell \| \| \| \| \| \| Cáo đỏ \| \| \| \| |
|  |                                                        |
|  | Cáo Rüppell                                            |
|  |                                                        |
|  | Cáo đỏ                                                 |
|  |                                                        |

|  | Cáo Rüppell |
|  |             |
|  | Cáo đỏ      |
|  |             |

|  | Cáo Blanford |
|  |              |
|  | Cáo Fennec   |
|  |              |

|  | \| \| Cáo Bắc Cực[18](Fig. 10) \| \| \| \| \| \| Cáo nhỏ Bắc Mỹ \| \| \| \| |
|  |                                                                             |
|  | Cáo chạy nhanh                                                              |
|  |                                                                             |
|  | Cáo Bắc Cực(Fig. 10)                                                        |
|  |                                                                             |
|  | Cáo nhỏ Bắc Mỹ                                                              |
|  |                                                                             |

|  | Cáo Bắc Cực(Fig. 10) |
|  |                      |
|  | Cáo nhỏ Bắc Mỹ       |
|  |                      |

|  | Cáo thảo nguyên                                        |
|  |                                                        |
|  | \| \| Cáo Rüppell \| \| \| \| \| \| Cáo đỏ \| \| \| \| |
|  |                                                        |
|  | Cáo Rüppell                                            |
|  |                                                        |
|  | Cáo đỏ                                                 |
|  |                                                        |

|  | Cáo Rüppell |
|  |             |
|  | Cáo đỏ      |
|  |             |

|  | \| \| Cáo Bắc Cực[18](Fig. 10) \| \| \| \| \| \| Cáo nhỏ Bắc Mỹ \| \| \| \| |
|  |                                                                             |
|  | Cáo chạy nhanh                                                              |
|  |                                                                             |
|  | Cáo Bắc Cực(Fig. 10)                                                        |
|  |                                                                             |
|  | Cáo nhỏ Bắc Mỹ                                                              |
|  |                                                                             |

|  | Cáo Bắc Cực(Fig. 10) |
|  |                      |
|  | Cáo nhỏ Bắc Mỹ       |
|  |                      |

|  | Cáo thảo nguyên                                        |
|  |                                                        |
|  | \| \| Cáo Rüppell \| \| \| \| \| \| Cáo đỏ \| \| \| \| |
|  |                                                        |
|  | Cáo Rüppell                                            |
|  |                                                        |
|  | Cáo đỏ                                                 |
|  |                                                        |

|  | Cáo Rüppell |
|  |             |
|  | Cáo đỏ      |
|  |             |

|  | \| \| Cáo Bắc Cực[18](Fig. 10) \| \| \| \| \| \| Cáo nhỏ Bắc Mỹ \| \| \| \| |
|  |                                                                             |
|  | Cáo chạy nhanh                                                              |
|  |                                                                             |
|  | Cáo Bắc Cực(Fig. 10)                                                        |
|  |                                                                             |
|  | Cáo nhỏ Bắc Mỹ                                                              |
|  |                                                                             |

|  | Cáo Bắc Cực(Fig. 10) |
|  |                      |
|  | Cáo nhỏ Bắc Mỹ       |
|  |                      |

|  | Cáo thảo nguyên                                        |
|  |                                                        |
|  | \| \| Cáo Rüppell \| \| \| \| \| \| Cáo đỏ \| \| \| \| |
|  |                                                        |
|  | Cáo Rüppell                                            |
|  |                                                        |
|  | Cáo đỏ                                                 |
|  |                                                        |

|  | Cáo Rüppell |
|  |             |
|  | Cáo đỏ      |
|  |             |

|  | \| \| Cáo Bắc Cực[18](Fig. 10) \| \| \| \| \| \| Cáo nhỏ Bắc Mỹ \| \| \| \| |
|  |                                                                             |
|  | Cáo chạy nhanh                                                              |
|  |                                                                             |
|  | Cáo Bắc Cực(Fig. 10)                                                        |
|  |                                                                             |
|  | Cáo nhỏ Bắc Mỹ                                                              |
|  |                                                                             |

|  | Cáo Bắc Cực(Fig. 10) |
|  |                      |
|  | Cáo nhỏ Bắc Mỹ       |
|  |                      |

|  | Cáo thảo nguyên                                        |
|  |                                                        |
|  | \| \| Cáo Rüppell \| \| \| \| \| \| Cáo đỏ \| \| \| \| |
|  |                                                        |
|  | Cáo Rüppell                                            |
|  |                                                        |
|  | Cáo đỏ                                                 |
|  |                                                        |

|  | Cáo Rüppell |
|  |             |
|  | Cáo đỏ      |
|  |             |

|  | Cáo Blanford |
|  |              |
|  | Cáo Fennec   |
|  |              |

|  | Cáo tai dơi |
|  |             |

|  | \| \| Cáo Bắc Cực[18](Fig. 10) \| \| \| \| \| \| Cáo nhỏ Bắc Mỹ \| \| \| \| |
|  |                                                                             |
|  | Cáo chạy nhanh                                                              |
|  |                                                                             |
|  | Cáo Bắc Cực(Fig. 10)                                                        |
|  |                                                                             |
|  | Cáo nhỏ Bắc Mỹ                                                              |
|  |                                                                             |

|  | Cáo Bắc Cực(Fig. 10) |
|  |                      |
|  | Cáo nhỏ Bắc Mỹ       |
|  |                      |

|  | Cáo thảo nguyên                                        |
|  |                                                        |
|  | \| \| Cáo Rüppell \| \| \| \| \| \| Cáo đỏ \| \| \| \| |
|  |                                                        |
|  | Cáo Rüppell                                            |
|  |                                                        |
|  | Cáo đỏ                                                 |
|  |                                                        |

|  | Cáo Rüppell |
|  |             |
|  | Cáo đỏ      |
|  |             |

|  | \| \| Cáo Bắc Cực[18](Fig. 10) \| \| \| \| \| \| Cáo nhỏ Bắc Mỹ \| \| \| \| |
|  |                                                                             |
|  | Cáo chạy nhanh                                                              |
|  |                                                                             |
|  | Cáo Bắc Cực(Fig. 10)                                                        |
|  |                                                                             |
|  | Cáo nhỏ Bắc Mỹ                                                              |
|  |                                                                             |

|  | Cáo Bắc Cực(Fig. 10) |
|  |                      |
|  | Cáo nhỏ Bắc Mỹ       |
|  |                      |

|  | Cáo thảo nguyên                                        |
|  |                                                        |
|  | \| \| Cáo Rüppell \| \| \| \| \| \| Cáo đỏ \| \| \| \| |
|  |                                                        |
|  | Cáo Rüppell                                            |
|  |                                                        |
|  | Cáo đỏ                                                 |
|  |                                                        |

|  | Cáo Rüppell |
|  |             |
|  | Cáo đỏ      |
|  |             |

|  | \| \| Cáo Bắc Cực[18](Fig. 10) \| \| \| \| \| \| Cáo nhỏ Bắc Mỹ \| \| \| \| |
|  |                                                                             |
|  | Cáo chạy nhanh                                                              |
|  |                                                                             |
|  | Cáo Bắc Cực(Fig. 10)                                                        |
|  |                                                                             |
|  | Cáo nhỏ Bắc Mỹ                                                              |
|  |                                                                             |

|  | Cáo Bắc Cực(Fig. 10) |
|  |                      |
|  | Cáo nhỏ Bắc Mỹ       |
|  |                      |

|  | Cáo thảo nguyên                                        |
|  |                                                        |
|  | \| \| Cáo Rüppell \| \| \| \| \| \| Cáo đỏ \| \| \| \| |
|  |                                                        |
|  | Cáo Rüppell                                            |
|  |                                                        |
|  | Cáo đỏ                                                 |
|  |                                                        |

|  | Cáo Rüppell |
|  |             |
|  | Cáo đỏ      |
|  |             |

|  | \| \| Cáo Bắc Cực[18](Fig. 10) \| \| \| \| \| \| Cáo nhỏ Bắc Mỹ \| \| \| \| |
|  |                                                                             |
|  | Cáo chạy nhanh                                                              |
|  |                                                                             |
|  | Cáo Bắc Cực(Fig. 10)                                                        |
|  |                                                                             |
|  | Cáo nhỏ Bắc Mỹ                                                              |
|  |                                                                             |

|  | Cáo Bắc Cực(Fig. 10) |
|  |                      |
|  | Cáo nhỏ Bắc Mỹ       |
|  |                      |

|  | Cáo thảo nguyên                                        |
|  |                                                        |
|  | \| \| Cáo Rüppell \| \| \| \| \| \| Cáo đỏ \| \| \| \| |
|  |                                                        |
|  | Cáo Rüppell                                            |
|  |                                                        |
|  | Cáo đỏ                                                 |
|  |                                                        |

|  | Cáo Rüppell |
|  |             |
|  | Cáo đỏ      |
|  |             |

|  | Cáo Blanford |
|  |              |
|  | Cáo Fennec   |
|  |              |

|  | \| \| Cáo Bắc Cực[18](Fig. 10) \| \| \| \| \| \| Cáo nhỏ Bắc Mỹ \| \| \| \| |
|  |                                                                             |
|  | Cáo chạy nhanh                                                              |
|  |                                                                             |
|  | Cáo Bắc Cực(Fig. 10)                                                        |
|  |                                                                             |
|  | Cáo nhỏ Bắc Mỹ                                                              |
|  |                                                                             |

|  | Cáo Bắc Cực(Fig. 10) |
|  |                      |
|  | Cáo nhỏ Bắc Mỹ       |
|  |                      |

|  | Cáo thảo nguyên                                        |
|  |                                                        |
|  | \| \| Cáo Rüppell \| \| \| \| \| \| Cáo đỏ \| \| \| \| |
|  |                                                        |
|  | Cáo Rüppell                                            |
|  |                                                        |
|  | Cáo đỏ                                                 |
|  |                                                        |

|  | Cáo Rüppell |
|  |             |
|  | Cáo đỏ      |
|  |             |

|  | \| \| Cáo Bắc Cực[18](Fig. 10) \| \| \| \| \| \| Cáo nhỏ Bắc Mỹ \| \| \| \| |
|  |                                                                             |
|  | Cáo chạy nhanh                                                              |
|  |                                                                             |
|  | Cáo Bắc Cực(Fig. 10)                                                        |
|  |                                                                             |
|  | Cáo nhỏ Bắc Mỹ                                                              |
|  |                                                                             |

|  | Cáo Bắc Cực(Fig. 10) |
|  |                      |
|  | Cáo nhỏ Bắc Mỹ       |
|  |                      |

|  | Cáo thảo nguyên                                        |
|  |                                                        |
|  | \| \| Cáo Rüppell \| \| \| \| \| \| Cáo đỏ \| \| \| \| |
|  |                                                        |
|  | Cáo Rüppell                                            |
|  |                                                        |
|  | Cáo đỏ                                                 |
|  |                                                        |

|  | Cáo Rüppell |
|  |             |
|  | Cáo đỏ      |
|  |             |

|  | \| \| Cáo Bắc Cực[18](Fig. 10) \| \| \| \| \| \| Cáo nhỏ Bắc Mỹ \| \| \| \| |
|  |                                                                             |
|  | Cáo chạy nhanh                                                              |
|  |                                                                             |
|  | Cáo Bắc Cực(Fig. 10)                                                        |
|  |                                                                             |
|  | Cáo nhỏ Bắc Mỹ                                                              |
|  |                                                                             |

|  | Cáo Bắc Cực(Fig. 10) |
|  |                      |
|  | Cáo nhỏ Bắc Mỹ       |
|  |                      |

|  | Cáo thảo nguyên                                        |
|  |                                                        |
|  | \| \| Cáo Rüppell \| \| \| \| \| \| Cáo đỏ \| \| \| \| |
|  |                                                        |
|  | Cáo Rüppell                                            |
|  |                                                        |
|  | Cáo đỏ                                                 |
|  |                                                        |

|  | Cáo Rüppell |
|  |             |
|  | Cáo đỏ      |
|  |             |

|  | \| \| Cáo Bắc Cực[18](Fig. 10) \| \| \| \| \| \| Cáo nhỏ Bắc Mỹ \| \| \| \| |
|  |                                                                             |
|  | Cáo chạy nhanh                                                              |
|  |                                                                             |
|  | Cáo Bắc Cực(Fig. 10)                                                        |
|  |                                                                             |
|  | Cáo nhỏ Bắc Mỹ                                                              |
|  |                                                                             |

|  | Cáo Bắc Cực(Fig. 10) |
|  |                      |
|  | Cáo nhỏ Bắc Mỹ       |
|  |                      |

|  | Cáo thảo nguyên                                        |
|  |                                                        |
|  | \| \| Cáo Rüppell \| \| \| \| \| \| Cáo đỏ \| \| \| \| |
|  |                                                        |
|  | Cáo Rüppell                                            |
|  |                                                        |
|  | Cáo đỏ                                                 |
|  |                                                        |

|  | Cáo Rüppell |
|  |             |
|  | Cáo đỏ      |
|  |             |

|  | Cáo Blanford |
|  |              |
|  | Cáo Fennec   |
|  |              |

|  | \| \| Cáo Bắc Cực[18](Fig. 10) \| \| \| \| \| \| Cáo nhỏ Bắc Mỹ \| \| \| \| |
|  |                                                                             |
|  | Cáo chạy nhanh                                                              |
|  |                                                                             |
|  | Cáo Bắc Cực(Fig. 10)                                                        |
|  |                                                                             |
|  | Cáo nhỏ Bắc Mỹ                                                              |
|  |                                                                             |

|  | Cáo Bắc Cực(Fig. 10) |
|  |                      |
|  | Cáo nhỏ Bắc Mỹ       |
|  |                      |

|  | Cáo thảo nguyên                                        |
|  |                                                        |
|  | \| \| Cáo Rüppell \| \| \| \| \| \| Cáo đỏ \| \| \| \| |
|  |                                                        |
|  | Cáo Rüppell                                            |
|  |                                                        |
|  | Cáo đỏ                                                 |
|  |                                                        |

|  | Cáo Rüppell |
|  |             |
|  | Cáo đỏ      |
|  |             |

|  | \| \| Cáo Bắc Cực[18](Fig. 10) \| \| \| \| \| \| Cáo nhỏ Bắc Mỹ \| \| \| \| |
|  |                                                                             |
|  | Cáo chạy nhanh                                                              |
|  |                                                                             |
|  | Cáo Bắc Cực(Fig. 10)                                                        |
|  |                                                                             |
|  | Cáo nhỏ Bắc Mỹ                                                              |
|  |                                                                             |

|  | Cáo Bắc Cực(Fig. 10) |
|  |                      |
|  | Cáo nhỏ Bắc Mỹ       |
|  |                      |

|  | Cáo thảo nguyên                                        |
|  |                                                        |
|  | \| \| Cáo Rüppell \| \| \| \| \| \| Cáo đỏ \| \| \| \| |
|  |                                                        |
|  | Cáo Rüppell                                            |
|  |                                                        |
|  | Cáo đỏ                                                 |
|  |                                                        |

|  | Cáo Rüppell |
|  |             |
|  | Cáo đỏ      |
|  |             |

|  | \| \| Cáo Bắc Cực[18](Fig. 10) \| \| \| \| \| \| Cáo nhỏ Bắc Mỹ \| \| \| \| |
|  |                                                                             |
|  | Cáo chạy nhanh                                                              |
|  |                                                                             |
|  | Cáo Bắc Cực(Fig. 10)                                                        |
|  |                                                                             |
|  | Cáo nhỏ Bắc Mỹ                                                              |
|  |                                                                             |

|  | Cáo Bắc Cực(Fig. 10) |
|  |                      |
|  | Cáo nhỏ Bắc Mỹ       |
|  |                      |

|  | Cáo thảo nguyên                                        |
|  |                                                        |
|  | \| \| Cáo Rüppell \| \| \| \| \| \| Cáo đỏ \| \| \| \| |
|  |                                                        |
|  | Cáo Rüppell                                            |
|  |                                                        |
|  | Cáo đỏ                                                 |
|  |                                                        |

|  | Cáo Rüppell |
|  |             |
|  | Cáo đỏ      |
|  |             |

|  | \| \| Cáo Bắc Cực[18](Fig. 10) \| \| \| \| \| \| Cáo nhỏ Bắc Mỹ \| \| \| \| |
|  |                                                                             |
|  | Cáo chạy nhanh                                                              |
|  |                                                                             |
|  | Cáo Bắc Cực(Fig. 10)                                                        |
|  |                                                                             |
|  | Cáo nhỏ Bắc Mỹ                                                              |
|  |                                                                             |

|  | Cáo Bắc Cực(Fig. 10) |
|  |                      |
|  | Cáo nhỏ Bắc Mỹ       |
|  |                      |

|  | Cáo thảo nguyên                                        |
|  |                                                        |
|  | \| \| Cáo Rüppell \| \| \| \| \| \| Cáo đỏ \| \| \| \| |
|  |                                                        |
|  | Cáo Rüppell                                            |
|  |                                                        |
|  | Cáo đỏ                                                 |
|  |                                                        |

|  | Cáo Rüppell |
|  |             |
|  | Cáo đỏ      |
|  |             |

|  | Cáo Blanford |
|  |              |
|  | Cáo Fennec   |
|  |              |

|  | \| \| Cáo Bắc Cực[18](Fig. 10) \| \| \| \| \| \| Cáo nhỏ Bắc Mỹ \| \| \| \| |
|  |                                                                             |
|  | Cáo chạy nhanh                                                              |
|  |                                                                             |
|  | Cáo Bắc Cực(Fig. 10)                                                        |
|  |                                                                             |
|  | Cáo nhỏ Bắc Mỹ                                                              |
|  |                                                                             |

|  | Cáo Bắc Cực(Fig. 10) |
|  |                      |
|  | Cáo nhỏ Bắc Mỹ       |
|  |                      |

|  | Cáo thảo nguyên                                        |
|  |                                                        |
|  | \| \| Cáo Rüppell \| \| \| \| \| \| Cáo đỏ \| \| \| \| |
|  |                                                        |
|  | Cáo Rüppell                                            |
|  |                                                        |
|  | Cáo đỏ                                                 |
|  |                                                        |

|  | Cáo Rüppell |
|  |             |
|  | Cáo đỏ      |
|  |             |

|  | \| \| Cáo Bắc Cực[18](Fig. 10) \| \| \| \| \| \| Cáo nhỏ Bắc Mỹ \| \| \| \| |
|  |                                                                             |
|  | Cáo chạy nhanh                                                              |
|  |                                                                             |
|  | Cáo Bắc Cực(Fig. 10)                                                        |
|  |                                                                             |
|  | Cáo nhỏ Bắc Mỹ                                                              |
|  |                                                                             |

|  | Cáo Bắc Cực(Fig. 10) |
|  |                      |
|  | Cáo nhỏ Bắc Mỹ       |
|  |                      |

|  | Cáo thảo nguyên                                        |
|  |                                                        |
|  | \| \| Cáo Rüppell \| \| \| \| \| \| Cáo đỏ \| \| \| \| |
|  |                                                        |
|  | Cáo Rüppell                                            |
|  |                                                        |
|  | Cáo đỏ                                                 |
|  |                                                        |

|  | Cáo Rüppell |
|  |             |
|  | Cáo đỏ      |
|  |             |

|  | \| \| Cáo Bắc Cực[18](Fig. 10) \| \| \| \| \| \| Cáo nhỏ Bắc Mỹ \| \| \| \| |
|  |                                                                             |
|  | Cáo chạy nhanh                                                              |
|  |                                                                             |
|  | Cáo Bắc Cực(Fig. 10)                                                        |
|  |                                                                             |
|  | Cáo nhỏ Bắc Mỹ                                                              |
|  |                                                                             |

|  | Cáo Bắc Cực(Fig. 10) |
|  |                      |
|  | Cáo nhỏ Bắc Mỹ       |
|  |                      |

|  | Cáo thảo nguyên                                        |
|  |                                                        |
|  | \| \| Cáo Rüppell \| \| \| \| \| \| Cáo đỏ \| \| \| \| |
|  |                                                        |
|  | Cáo Rüppell                                            |
|  |                                                        |
|  | Cáo đỏ                                                 |
|  |                                                        |

|  | Cáo Rüppell |
|  |             |
|  | Cáo đỏ      |
|  |             |

|  | \| \| Cáo Bắc Cực[18](Fig. 10) \| \| \| \| \| \| Cáo nhỏ Bắc Mỹ \| \| \| \| |
|  |                                                                             |
|  | Cáo chạy nhanh                                                              |
|  |                                                                             |
|  | Cáo Bắc Cực(Fig. 10)                                                        |
|  |                                                                             |
|  | Cáo nhỏ Bắc Mỹ                                                              |
|  |                                                                             |

|  | Cáo Bắc Cực(Fig. 10) |
|  |                      |
|  | Cáo nhỏ Bắc Mỹ       |
|  |                      |

|  | Cáo thảo nguyên                                        |
|  |                                                        |
|  | \| \| Cáo Rüppell \| \| \| \| \| \| Cáo đỏ \| \| \| \| |
|  |                                                        |
|  | Cáo Rüppell                                            |
|  |                                                        |
|  | Cáo đỏ                                                 |
|  |                                                        |

|  | Cáo Rüppell |
|  |             |
|  | Cáo đỏ      |
|  |             |

|  | Cáo Blanford |
|  |              |
|  | Cáo Fennec   |
|  |              |

|  | Cáo tai dơi |
|  |             |

|  | \| \| Cáo Bắc Cực[18](Fig. 10) \| \| \| \| \| \| Cáo nhỏ Bắc Mỹ \| \| \| \| |
|  |                                                                             |
|  | Cáo chạy nhanh                                                              |
|  |                                                                             |
|  | Cáo Bắc Cực(Fig. 10)                                                        |
|  |                                                                             |
|  | Cáo nhỏ Bắc Mỹ                                                              |
|  |                                                                             |

|  | Cáo Bắc Cực(Fig. 10) |
|  |                      |
|  | Cáo nhỏ Bắc Mỹ       |
|  |                      |

|  | Cáo thảo nguyên                                        |
|  |                                                        |
|  | \| \| Cáo Rüppell \| \| \| \| \| \| Cáo đỏ \| \| \| \| |
|  |                                                        |
|  | Cáo Rüppell                                            |
|  |                                                        |
|  | Cáo đỏ                                                 |
|  |                                                        |

|  | Cáo Rüppell |
|  |             |
|  | Cáo đỏ      |
|  |             |

|  | \| \| Cáo Bắc Cực[18](Fig. 10) \| \| \| \| \| \| Cáo nhỏ Bắc Mỹ \| \| \| \| |
|  |                                                                             |
|  | Cáo chạy nhanh                                                              |
|  |                                                                             |
|  | Cáo Bắc Cực(Fig. 10)                                                        |
|  |                                                                             |
|  | Cáo nhỏ Bắc Mỹ                                                              |
|  |                                                                             |

|  | Cáo Bắc Cực(Fig. 10) |
|  |                      |
|  | Cáo nhỏ Bắc Mỹ       |
|  |                      |

|  | Cáo thảo nguyên                                        |
|  |                                                        |
|  | \| \| Cáo Rüppell \| \| \| \| \| \| Cáo đỏ \| \| \| \| |
|  |                                                        |
|  | Cáo Rüppell                                            |
|  |                                                        |
|  | Cáo đỏ                                                 |
|  |                                                        |

|  | Cáo Rüppell |
|  |             |
|  | Cáo đỏ      |
|  |             |

|  | \| \| Cáo Bắc Cực[18](Fig. 10) \| \| \| \| \| \| Cáo nhỏ Bắc Mỹ \| \| \| \| |
|  |                                                                             |
|  | Cáo chạy nhanh                                                              |
|  |                                                                             |
|  | Cáo Bắc Cực(Fig. 10)                                                        |
|  |                                                                             |
|  | Cáo nhỏ Bắc Mỹ                                                              |
|  |                                                                             |

|  | Cáo Bắc Cực(Fig. 10) |
|  |                      |
|  | Cáo nhỏ Bắc Mỹ       |
|  |                      |

|  | Cáo thảo nguyên                                        |
|  |                                                        |
|  | \| \| Cáo Rüppell \| \| \| \| \| \| Cáo đỏ \| \| \| \| |
|  |                                                        |
|  | Cáo Rüppell                                            |
|  |                                                        |
|  | Cáo đỏ                                                 |
|  |                                                        |

|  | Cáo Rüppell |
|  |             |
|  | Cáo đỏ      |
|  |             |

|  | \| \| Cáo Bắc Cực[18](Fig. 10) \| \| \| \| \| \| Cáo nhỏ Bắc Mỹ \| \| \| \| |
|  |                                                                             |
|  | Cáo chạy nhanh                                                              |
|  |                                                                             |
|  | Cáo Bắc Cực(Fig. 10)                                                        |
|  |                                                                             |
|  | Cáo nhỏ Bắc Mỹ                                                              |
|  |                                                                             |

|  | Cáo Bắc Cực(Fig. 10) |
|  |                      |
|  | Cáo nhỏ Bắc Mỹ       |
|  |                      |

|  | Cáo thảo nguyên                                        |
|  |                                                        |
|  | \| \| Cáo Rüppell \| \| \| \| \| \| Cáo đỏ \| \| \| \| |
|  |                                                        |
|  | Cáo Rüppell                                            |
|  |                                                        |
|  | Cáo đỏ                                                 |
|  |                                                        |

|  | Cáo Rüppell |
|  |             |
|  | Cáo đỏ      |
|  |             |

|  | Cáo Blanford |
|  |              |
|  | Cáo Fennec   |
|  |              |

|  | \| \| Cáo Bắc Cực[18](Fig. 10) \| \| \| \| \| \| Cáo nhỏ Bắc Mỹ \| \| \| \| |
|  |                                                                             |
|  | Cáo chạy nhanh                                                              |
|  |                                                                             |
|  | Cáo Bắc Cực(Fig. 10)                                                        |
|  |                                                                             |
|  | Cáo nhỏ Bắc Mỹ                                                              |
|  |                                                                             |

|  | Cáo Bắc Cực(Fig. 10) |
|  |                      |
|  | Cáo nhỏ Bắc Mỹ       |
|  |                      |

|  | Cáo thảo nguyên                                        |
|  |                                                        |
|  | \| \| Cáo Rüppell \| \| \| \| \| \| Cáo đỏ \| \| \| \| |
|  |                                                        |
|  | Cáo Rüppell                                            |
|  |                                                        |
|  | Cáo đỏ                                                 |
|  |                                                        |

|  | Cáo Rüppell |
|  |             |
|  | Cáo đỏ      |
|  |             |

|  | \| \| Cáo Bắc Cực[18](Fig. 10) \| \| \| \| \| \| Cáo nhỏ Bắc Mỹ \| \| \| \| |
|  |                                                                             |
|  | Cáo chạy nhanh                                                              |
|  |                                                                             |
|  | Cáo Bắc Cực(Fig. 10)                                                        |
|  |                                                                             |
|  | Cáo nhỏ Bắc Mỹ                                                              |
|  |                                                                             |

|  | Cáo Bắc Cực(Fig. 10) |
|  |                      |
|  | Cáo nhỏ Bắc Mỹ       |
|  |                      |

|  | Cáo thảo nguyên                                        |
|  |                                                        |
|  | \| \| Cáo Rüppell \| \| \| \| \| \| Cáo đỏ \| \| \| \| |
|  |                                                        |
|  | Cáo Rüppell                                            |
|  |                                                        |
|  | Cáo đỏ                                                 |
|  |                                                        |

|  | Cáo Rüppell |
|  |             |
|  | Cáo đỏ      |
|  |             |

|  | \| \| Cáo Bắc Cực[18](Fig. 10) \| \| \| \| \| \| Cáo nhỏ Bắc Mỹ \| \| \| \| |
|  |                                                                             |
|  | Cáo chạy nhanh                                                              |
|  |                                                                             |
|  | Cáo Bắc Cực(Fig. 10)                                                        |
|  |                                                                             |
|  | Cáo nhỏ Bắc Mỹ                                                              |
|  |                                                                             |

|  | Cáo Bắc Cực(Fig. 10) |
|  |                      |
|  | Cáo nhỏ Bắc Mỹ       |
|  |                      |

|  | Cáo thảo nguyên                                        |
|  |                                                        |
|  | \| \| Cáo Rüppell \| \| \| \| \| \| Cáo đỏ \| \| \| \| |
|  |                                                        |
|  | Cáo Rüppell                                            |
|  |                                                        |
|  | Cáo đỏ                                                 |
|  |                                                        |

|  | Cáo Rüppell |
|  |             |
|  | Cáo đỏ      |
|  |             |

|  | \| \| Cáo Bắc Cực[18](Fig. 10) \| \| \| \| \| \| Cáo nhỏ Bắc Mỹ \| \| \| \| |
|  |                                                                             |
|  | Cáo chạy nhanh                                                              |
|  |                                                                             |
|  | Cáo Bắc Cực(Fig. 10)                                                        |
|  |                                                                             |
|  | Cáo nhỏ Bắc Mỹ                                                              |
|  |                                                                             |

|  | Cáo Bắc Cực(Fig. 10) |
|  |                      |
|  | Cáo nhỏ Bắc Mỹ       |
|  |                      |

|  | Cáo thảo nguyên                                        |
|  |                                                        |
|  | \| \| Cáo Rüppell \| \| \| \| \| \| Cáo đỏ \| \| \| \| |
|  |                                                        |
|  | Cáo Rüppell                                            |
|  |                                                        |
|  | Cáo đỏ                                                 |
|  |                                                        |

|  | Cáo Rüppell |
|  |             |
|  | Cáo đỏ      |
|  |             |

|  | Cáo Blanford |
|  |              |
|  | Cáo Fennec   |
|  |              |

|  | \| \| Cáo Bắc Cực[18](Fig. 10) \| \| \| \| \| \| Cáo nhỏ Bắc Mỹ \| \| \| \| |
|  |                                                                             |
|  | Cáo chạy nhanh                                                              |
|  |                                                                             |
|  | Cáo Bắc Cực(Fig. 10)                                                        |
|  |                                                                             |
|  | Cáo nhỏ Bắc Mỹ                                                              |
|  |                                                                             |

|  | Cáo Bắc Cực(Fig. 10) |
|  |                      |
|  | Cáo nhỏ Bắc Mỹ       |
|  |                      |

|  | Cáo thảo nguyên                                        |
|  |                                                        |
|  | \| \| Cáo Rüppell \| \| \| \| \| \| Cáo đỏ \| \| \| \| |
|  |                                                        |
|  | Cáo Rüppell                                            |
|  |                                                        |
|  | Cáo đỏ                                                 |
|  |                                                        |

|  | Cáo Rüppell |
|  |             |
|  | Cáo đỏ      |
|  |             |

|  | \| \| Cáo Bắc Cực[18](Fig. 10) \| \| \| \| \| \| Cáo nhỏ Bắc Mỹ \| \| \| \| |
|  |                                                                             |
|  | Cáo chạy nhanh                                                              |
|  |                                                                             |
|  | Cáo Bắc Cực(Fig. 10)                                                        |
|  |                                                                             |
|  | Cáo nhỏ Bắc Mỹ                                                              |
|  |                                                                             |

|  | Cáo Bắc Cực(Fig. 10) |
|  |                      |
|  | Cáo nhỏ Bắc Mỹ       |
|  |                      |

|  | Cáo thảo nguyên                                        |
|  |                                                        |
|  | \| \| Cáo Rüppell \| \| \| \| \| \| Cáo đỏ \| \| \| \| |
|  |                                                        |
|  | Cáo Rüppell                                            |
|  |                                                        |
|  | Cáo đỏ                                                 |
|  |                                                        |

|  | Cáo Rüppell |
|  |             |
|  | Cáo đỏ      |
|  |             |

|  | \| \| Cáo Bắc Cực[18](Fig. 10) \| \| \| \| \| \| Cáo nhỏ Bắc Mỹ \| \| \| \| |
|  |                                                                             |
|  | Cáo chạy nhanh                                                              |
|  |                                                                             |
|  | Cáo Bắc Cực(Fig. 10)                                                        |
|  |                                                                             |
|  | Cáo nhỏ Bắc Mỹ                                                              |
|  |                                                                             |

|  | Cáo Bắc Cực(Fig. 10) |
|  |                      |
|  | Cáo nhỏ Bắc Mỹ       |
|  |                      |

|  | Cáo thảo nguyên                                        |
|  |                                                        |
|  | \| \| Cáo Rüppell \| \| \| \| \| \| Cáo đỏ \| \| \| \| |
|  |                                                        |
|  | Cáo Rüppell                                            |
|  |                                                        |
|  | Cáo đỏ                                                 |
|  |                                                        |

|  | Cáo Rüppell |
|  |             |
|  | Cáo đỏ      |
|  |             |

|  | \| \| Cáo Bắc Cực[18](Fig. 10) \| \| \| \| \| \| Cáo nhỏ Bắc Mỹ \| \| \| \| |
|  |                                                                             |
|  | Cáo chạy nhanh                                                              |
|  |                                                                             |
|  | Cáo Bắc Cực(Fig. 10)                                                        |
|  |                                                                             |
|  | Cáo nhỏ Bắc Mỹ                                                              |
|  |                                                                             |

|  | Cáo Bắc Cực(Fig. 10) |
|  |                      |
|  | Cáo nhỏ Bắc Mỹ       |
|  |                      |

|  | Cáo thảo nguyên                                        |
|  |                                                        |
|  | \| \| Cáo Rüppell \| \| \| \| \| \| Cáo đỏ \| \| \| \| |
|  |                                                        |
|  | Cáo Rüppell                                            |
|  |                                                        |
|  | Cáo đỏ                                                 |
|  |                                                        |

|  | Cáo Rüppell |
|  |             |
|  | Cáo đỏ      |
|  |             |

|  | Cáo Blanford |
|  |              |
|  | Cáo Fennec   |
|  |              |

|  | \| \| Cáo Bắc Cực[18](Fig. 10) \| \| \| \| \| \| Cáo nhỏ Bắc Mỹ \| \| \| \| |
|  |                                                                             |
|  | Cáo chạy nhanh                                                              |
|  |                                                                             |
|  | Cáo Bắc Cực(Fig. 10)                                                        |
|  |                                                                             |
|  | Cáo nhỏ Bắc Mỹ                                                              |
|  |                                                                             |

|  | Cáo Bắc Cực(Fig. 10) |
|  |                      |
|  | Cáo nhỏ Bắc Mỹ       |
|  |                      |

|  | Cáo thảo nguyên                                        |
|  |                                                        |
|  | \| \| Cáo Rüppell \| \| \| \| \| \| Cáo đỏ \| \| \| \| |
|  |                                                        |
|  | Cáo Rüppell                                            |
|  |                                                        |
|  | Cáo đỏ                                                 |
|  |                                                        |

|  | Cáo Rüppell |
|  |             |
|  | Cáo đỏ      |
|  |             |

|  | \| \| Cáo Bắc Cực[18](Fig. 10) \| \| \| \| \| \| Cáo nhỏ Bắc Mỹ \| \| \| \| |
|  |                                                                             |
|  | Cáo chạy nhanh                                                              |
|  |                                                                             |
|  | Cáo Bắc Cực(Fig. 10)                                                        |
|  |                                                                             |
|  | Cáo nhỏ Bắc Mỹ                                                              |
|  |                                                                             |

|  | Cáo Bắc Cực(Fig. 10) |
|  |                      |
|  | Cáo nhỏ Bắc Mỹ       |
|  |                      |

|  | Cáo thảo nguyên                                        |
|  |                                                        |
|  | \| \| Cáo Rüppell \| \| \| \| \| \| Cáo đỏ \| \| \| \| |
|  |                                                        |
|  | Cáo Rüppell                                            |
|  |                                                        |
|  | Cáo đỏ                                                 |
|  |                                                        |

|  | Cáo Rüppell |
|  |             |
|  | Cáo đỏ      |
|  |             |

|  | \| \| Cáo Bắc Cực[18](Fig. 10) \| \| \| \| \| \| Cáo nhỏ Bắc Mỹ \| \| \| \| |
|  |                                                                             |
|  | Cáo chạy nhanh                                                              |
|  |                                                                             |
|  | Cáo Bắc Cực(Fig. 10)                                                        |
|  |                                                                             |
|  | Cáo nhỏ Bắc Mỹ                                                              |
|  |                                                                             |

|  | Cáo Bắc Cực(Fig. 10) |
|  |                      |
|  | Cáo nhỏ Bắc Mỹ       |
|  |                      |

|  | Cáo thảo nguyên                                        |
|  |                                                        |
|  | \| \| Cáo Rüppell \| \| \| \| \| \| Cáo đỏ \| \| \| \| |
|  |                                                        |
|  | Cáo Rüppell                                            |
|  |                                                        |
|  | Cáo đỏ                                                 |
|  |                                                        |

|  | Cáo Rüppell |
|  |             |
|  | Cáo đỏ      |
|  |             |

|  | \| \| Cáo Bắc Cực[18](Fig. 10) \| \| \| \| \| \| Cáo nhỏ Bắc Mỹ \| \| \| \| |
|  |                                                                             |
|  | Cáo chạy nhanh                                                              |
|  |                                                                             |
|  | Cáo Bắc Cực(Fig. 10)                                                        |
|  |                                                                             |
|  | Cáo nhỏ Bắc Mỹ                                                              |
|  |                                                                             |

|  | Cáo Bắc Cực(Fig. 10) |
|  |                      |
|  | Cáo nhỏ Bắc Mỹ       |
|  |                      |

|  | Cáo thảo nguyên                                        |
|  |                                                        |
|  | \| \| Cáo Rüppell \| \| \| \| \| \| Cáo đỏ \| \| \| \| |
|  |                                                        |
|  | Cáo Rüppell                                            |
|  |                                                        |
|  | Cáo đỏ                                                 |
|  |                                                        |

|  | Cáo Rüppell |
|  |             |
|  | Cáo đỏ      |
|  |             |

|  | Cáo Blanford |
|  |              |
|  | Cáo Fennec   |
|  |              |

|  | Cáo tai dơi |
|  |             |

|  | \| \| Cáo Bắc Cực[18](Fig. 10) \| \| \| \| \| \| Cáo nhỏ Bắc Mỹ \| \| \| \| |
|  |                                                                             |
|  | Cáo chạy nhanh                                                              |
|  |                                                                             |
|  | Cáo Bắc Cực(Fig. 10)                                                        |
|  |                                                                             |
|  | Cáo nhỏ Bắc Mỹ                                                              |
|  |                                                                             |

|  | Cáo Bắc Cực(Fig. 10) |
|  |                      |
|  | Cáo nhỏ Bắc Mỹ       |
|  |                      |

|  | Cáo thảo nguyên                                        |
|  |                                                        |
|  | \| \| Cáo Rüppell \| \| \| \| \| \| Cáo đỏ \| \| \| \| |
|  |                                                        |
|  | Cáo Rüppell                                            |
|  |                                                        |
|  | Cáo đỏ                                                 |
|  |                                                        |

|  | Cáo Rüppell |
|  |             |
|  | Cáo đỏ      |
|  |             |

|  | \| \| Cáo Bắc Cực[18](Fig. 10) \| \| \| \| \| \| Cáo nhỏ Bắc Mỹ \| \| \| \| |
|  |                                                                             |
|  | Cáo chạy nhanh                                                              |
|  |                                                                             |
|  | Cáo Bắc Cực(Fig. 10)                                                        |
|  |                                                                             |
|  | Cáo nhỏ Bắc Mỹ                                                              |
|  |                                                                             |

|  | Cáo Bắc Cực(Fig. 10) |
|  |                      |
|  | Cáo nhỏ Bắc Mỹ       |
|  |                      |

|  | Cáo thảo nguyên                                        |
|  |                                                        |
|  | \| \| Cáo Rüppell \| \| \| \| \| \| Cáo đỏ \| \| \| \| |
|  |                                                        |
|  | Cáo Rüppell                                            |
|  |                                                        |
|  | Cáo đỏ                                                 |
|  |                                                        |

|  | Cáo Rüppell |
|  |             |
|  | Cáo đỏ      |
|  |             |

|  | \| \| Cáo Bắc Cực[18](Fig. 10) \| \| \| \| \| \| Cáo nhỏ Bắc Mỹ \| \| \| \| |
|  |                                                                             |
|  | Cáo chạy nhanh                                                              |
|  |                                                                             |
|  | Cáo Bắc Cực(Fig. 10)                                                        |
|  |                                                                             |
|  | Cáo nhỏ Bắc Mỹ                                                              |
|  |                                                                             |

|  | Cáo Bắc Cực(Fig. 10) |
|  |                      |
|  | Cáo nhỏ Bắc Mỹ       |
|  |                      |

|  | Cáo thảo nguyên                                        |
|  |                                                        |
|  | \| \| Cáo Rüppell \| \| \| \| \| \| Cáo đỏ \| \| \| \| |
|  |                                                        |
|  | Cáo Rüppell                                            |
|  |                                                        |
|  | Cáo đỏ                                                 |
|  |                                                        |

|  | Cáo Rüppell |
|  |             |
|  | Cáo đỏ      |
|  |             |

|  | \| \| Cáo Bắc Cực[18](Fig. 10) \| \| \| \| \| \| Cáo nhỏ Bắc Mỹ \| \| \| \| |
|  |                                                                             |
|  | Cáo chạy nhanh                                                              |
|  |                                                                             |
|  | Cáo Bắc Cực(Fig. 10)                                                        |
|  |                                                                             |
|  | Cáo nhỏ Bắc Mỹ                                                              |
|  |                                                                             |

|  | Cáo Bắc Cực(Fig. 10) |
|  |                      |
|  | Cáo nhỏ Bắc Mỹ       |
|  |                      |

|  | Cáo thảo nguyên                                        |
|  |                                                        |
|  | \| \| Cáo Rüppell \| \| \| \| \| \| Cáo đỏ \| \| \| \| |
|  |                                                        |
|  | Cáo Rüppell                                            |
|  |                                                        |
|  | Cáo đỏ                                                 |
|  |                                                        |

|  | Cáo Rüppell |
|  |             |
|  | Cáo đỏ      |
|  |             |

|  | Cáo Blanford |
|  |              |
|  | Cáo Fennec   |
|  |              |

|  | \| \| Cáo Bắc Cực[18](Fig. 10) \| \| \| \| \| \| Cáo nhỏ Bắc Mỹ \| \| \| \| |
|  |                                                                             |
|  | Cáo chạy nhanh                                                              |
|  |                                                                             |
|  | Cáo Bắc Cực(Fig. 10)                                                        |
|  |                                                                             |
|  | Cáo nhỏ Bắc Mỹ                                                              |
|  |                                                                             |

|  | Cáo Bắc Cực(Fig. 10) |
|  |                      |
|  | Cáo nhỏ Bắc Mỹ       |
|  |                      |

|  | Cáo thảo nguyên                                        |
|  |                                                        |
|  | \| \| Cáo Rüppell \| \| \| \| \| \| Cáo đỏ \| \| \| \| |
|  |                                                        |
|  | Cáo Rüppell                                            |
|  |                                                        |
|  | Cáo đỏ                                                 |
|  |                                                        |

|  | Cáo Rüppell |
|  |             |
|  | Cáo đỏ      |
|  |             |

|  | \| \| Cáo Bắc Cực[18](Fig. 10) \| \| \| \| \| \| Cáo nhỏ Bắc Mỹ \| \| \| \| |
|  |                                                                             |
|  | Cáo chạy nhanh                                                              |
|  |                                                                             |
|  | Cáo Bắc Cực(Fig. 10)                                                        |
|  |                                                                             |
|  | Cáo nhỏ Bắc Mỹ                                                              |
|  |                                                                             |

|  | Cáo Bắc Cực(Fig. 10) |
|  |                      |
|  | Cáo nhỏ Bắc Mỹ       |
|  |                      |

|  | Cáo thảo nguyên                                        |
|  |                                                        |
|  | \| \| Cáo Rüppell \| \| \| \| \| \| Cáo đỏ \| \| \| \| |
|  |                                                        |
|  | Cáo Rüppell                                            |
|  |                                                        |
|  | Cáo đỏ                                                 |
|  |                                                        |

|  | Cáo Rüppell |
|  |             |
|  | Cáo đỏ      |
|  |             |

|  | \| \| Cáo Bắc Cực[18](Fig. 10) \| \| \| \| \| \| Cáo nhỏ Bắc Mỹ \| \| \| \| |
|  |                                                                             |
|  | Cáo chạy nhanh                                                              |
|  |                                                                             |
|  | Cáo Bắc Cực(Fig. 10)                                                        |
|  |                                                                             |
|  | Cáo nhỏ Bắc Mỹ                                                              |
|  |                                                                             |

|  | Cáo Bắc Cực(Fig. 10) |
|  |                      |
|  | Cáo nhỏ Bắc Mỹ       |
|  |                      |

|  | Cáo thảo nguyên                                        |
|  |                                                        |
|  | \| \| Cáo Rüppell \| \| \| \| \| \| Cáo đỏ \| \| \| \| |
|  |                                                        |
|  | Cáo Rüppell                                            |
|  |                                                        |
|  | Cáo đỏ                                                 |
|  |                                                        |

|  | Cáo Rüppell |
|  |             |
|  | Cáo đỏ      |
|  |             |

|  | \| \| Cáo Bắc Cực[18](Fig. 10) \| \| \| \| \| \| Cáo nhỏ Bắc Mỹ \| \| \| \| |
|  |                                                                             |
|  | Cáo chạy nhanh                                                              |
|  |                                                                             |
|  | Cáo Bắc Cực(Fig. 10)                                                        |
|  |                                                                             |
|  | Cáo nhỏ Bắc Mỹ                                                              |
|  |                                                                             |

|  | Cáo Bắc Cực(Fig. 10) |
|  |                      |
|  | Cáo nhỏ Bắc Mỹ       |
|  |                      |

|  | Cáo thảo nguyên                                        |
|  |                                                        |
|  | \| \| Cáo Rüppell \| \| \| \| \| \| Cáo đỏ \| \| \| \| |
|  |                                                        |
|  | Cáo Rüppell                                            |
|  |                                                        |
|  | Cáo đỏ                                                 |
|  |                                                        |

|  | Cáo Rüppell |
|  |             |
|  | Cáo đỏ      |
|  |             |

|  | Cáo Blanford |
|  |              |
|  | Cáo Fennec   |
|  |              |

|  | \| \| Cáo Bắc Cực[18](Fig. 10) \| \| \| \| \| \| Cáo nhỏ Bắc Mỹ \| \| \| \| |
|  |                                                                             |
|  | Cáo chạy nhanh                                                              |
|  |                                                                             |
|  | Cáo Bắc Cực(Fig. 10)                                                        |
|  |                                                                             |
|  | Cáo nhỏ Bắc Mỹ                                                              |
|  |                                                                             |

|  | Cáo Bắc Cực(Fig. 10) |
|  |                      |
|  | Cáo nhỏ Bắc Mỹ       |
|  |                      |

|  | Cáo thảo nguyên                                        |
|  |                                                        |
|  | \| \| Cáo Rüppell \| \| \| \| \| \| Cáo đỏ \| \| \| \| |
|  |                                                        |
|  | Cáo Rüppell                                            |
|  |                                                        |
|  | Cáo đỏ                                                 |
|  |                                                        |

|  | Cáo Rüppell |
|  |             |
|  | Cáo đỏ      |
|  |             |

|  | \| \| Cáo Bắc Cực[18](Fig. 10) \| \| \| \| \| \| Cáo nhỏ Bắc Mỹ \| \| \| \| |
|  |                                                                             |
|  | Cáo chạy nhanh                                                              |
|  |                                                                             |
|  | Cáo Bắc Cực(Fig. 10)                                                        |
|  |                                                                             |
|  | Cáo nhỏ Bắc Mỹ                                                              |
|  |                                                                             |

|  | Cáo Bắc Cực(Fig. 10) |
|  |                      |
|  | Cáo nhỏ Bắc Mỹ       |
|  |                      |

|  | Cáo thảo nguyên                                        |
|  |                                                        |
|  | \| \| Cáo Rüppell \| \| \| \| \| \| Cáo đỏ \| \| \| \| |
|  |                                                        |
|  | Cáo Rüppell                                            |
|  |                                                        |
|  | Cáo đỏ                                                 |
|  |                                                        |

|  | Cáo Rüppell |
|  |             |
|  | Cáo đỏ      |
|  |             |

|  | \| \| Cáo Bắc Cực[18](Fig. 10) \| \| \| \| \| \| Cáo nhỏ Bắc Mỹ \| \| \| \| |
|  |                                                                             |
|  | Cáo chạy nhanh                                                              |
|  |                                                                             |
|  | Cáo Bắc Cực(Fig. 10)                                                        |
|  |                                                                             |
|  | Cáo nhỏ Bắc Mỹ                                                              |
|  |                                                                             |

|  | Cáo Bắc Cực(Fig. 10) |
|  |                      |
|  | Cáo nhỏ Bắc Mỹ       |
|  |                      |

|  | Cáo thảo nguyên                                        |
|  |                                                        |
|  | \| \| Cáo Rüppell \| \| \| \| \| \| Cáo đỏ \| \| \| \| |
|  |                                                        |
|  | Cáo Rüppell                                            |
|  |                                                        |
|  | Cáo đỏ                                                 |
|  |                                                        |

|  | Cáo Rüppell |
|  |             |
|  | Cáo đỏ      |
|  |             |

|  | \| \| Cáo Bắc Cực[18](Fig. 10) \| \| \| \| \| \| Cáo nhỏ Bắc Mỹ \| \| \| \| |
|  |                                                                             |
|  | Cáo chạy nhanh                                                              |
|  |                                                                             |
|  | Cáo Bắc Cực(Fig. 10)                                                        |
|  |                                                                             |
|  | Cáo nhỏ Bắc Mỹ                                                              |
|  |                                                                             |

|  | Cáo Bắc Cực(Fig. 10) |
|  |                      |
|  | Cáo nhỏ Bắc Mỹ       |
|  |                      |

|  | Cáo thảo nguyên                                        |
|  |                                                        |
|  | \| \| Cáo Rüppell \| \| \| \| \| \| Cáo đỏ \| \| \| \| |
|  |                                                        |
|  | Cáo Rüppell                                            |
|  |                                                        |
|  | Cáo đỏ                                                 |
|  |                                                        |

|  | Cáo Rüppell |
|  |             |
|  | Cáo đỏ      |
|  |             |

|  | Cáo Blanford |
|  |              |
|  | Cáo Fennec   |
|  |              |

|  | \| \| Cáo Bắc Cực[18](Fig. 10) \| \| \| \| \| \| Cáo nhỏ Bắc Mỹ \| \| \| \| |
|  |                                                                             |
|  | Cáo chạy nhanh                                                              |
|  |                                                                             |
|  | Cáo Bắc Cực(Fig. 10)                                                        |
|  |                                                                             |
|  | Cáo nhỏ Bắc Mỹ                                                              |
|  |                                                                             |

|  | Cáo Bắc Cực(Fig. 10) |
|  |                      |
|  | Cáo nhỏ Bắc Mỹ       |
|  |                      |

|  | Cáo thảo nguyên                                        |
|  |                                                        |
|  | \| \| Cáo Rüppell \| \| \| \| \| \| Cáo đỏ \| \| \| \| |
|  |                                                        |
|  | Cáo Rüppell                                            |
|  |                                                        |
|  | Cáo đỏ                                                 |
|  |                                                        |

|  | Cáo Rüppell |
|  |             |
|  | Cáo đỏ      |
|  |             |

|  | \| \| Cáo Bắc Cực[18](Fig. 10) \| \| \| \| \| \| Cáo nhỏ Bắc Mỹ \| \| \| \| |
|  |                                                                             |
|  | Cáo chạy nhanh                                                              |
|  |                                                                             |
|  | Cáo Bắc Cực(Fig. 10)                                                        |
|  |                                                                             |
|  | Cáo nhỏ Bắc Mỹ                                                              |
|  |                                                                             |

|  | Cáo Bắc Cực(Fig. 10) |
|  |                      |
|  | Cáo nhỏ Bắc Mỹ       |
|  |                      |

|  | Cáo thảo nguyên                                        |
|  |                                                        |
|  | \| \| Cáo Rüppell \| \| \| \| \| \| Cáo đỏ \| \| \| \| |
|  |                                                        |
|  | Cáo Rüppell                                            |
|  |                                                        |
|  | Cáo đỏ                                                 |
|  |                                                        |

|  | Cáo Rüppell |
|  |             |
|  | Cáo đỏ      |
|  |             |

|  | \| \| Cáo Bắc Cực[18](Fig. 10) \| \| \| \| \| \| Cáo nhỏ Bắc Mỹ \| \| \| \| |
|  |                                                                             |
|  | Cáo chạy nhanh                                                              |
|  |                                                                             |
|  | Cáo Bắc Cực(Fig. 10)                                                        |
|  |                                                                             |
|  | Cáo nhỏ Bắc Mỹ                                                              |
|  |                                                                             |

|  | Cáo Bắc Cực(Fig. 10) |
|  |                      |
|  | Cáo nhỏ Bắc Mỹ       |
|  |                      |

|  | Cáo thảo nguyên                                        |
|  |                                                        |
|  | \| \| Cáo Rüppell \| \| \| \| \| \| Cáo đỏ \| \| \| \| |
|  |                                                        |
|  | Cáo Rüppell                                            |
|  |                                                        |
|  | Cáo đỏ                                                 |
|  |                                                        |

|  | Cáo Rüppell |
|  |             |
|  | Cáo đỏ      |
|  |             |

|  | \| \| Cáo Bắc Cực[18](Fig. 10) \| \| \| \| \| \| Cáo nhỏ Bắc Mỹ \| \| \| \| |
|  |                                                                             |
|  | Cáo chạy nhanh                                                              |
|  |                                                                             |
|  | Cáo Bắc Cực(Fig. 10)                                                        |
|  |                                                                             |
|  | Cáo nhỏ Bắc Mỹ                                                              |
|  |                                                                             |

|  | Cáo Bắc Cực(Fig. 10) |
|  |                      |
|  | Cáo nhỏ Bắc Mỹ       |
|  |                      |

|  | Cáo thảo nguyên                                        |
|  |                                                        |
|  | \| \| Cáo Rüppell \| \| \| \| \| \| Cáo đỏ \| \| \| \| |
|  |                                                        |
|  | Cáo Rüppell                                            |
|  |                                                        |
|  | Cáo đỏ                                                 |
|  |                                                        |

|  | Cáo Rüppell |
|  |             |
|  | Cáo đỏ      |
|  |             |

|  | Cáo Blanford |
|  |              |
|  | Cáo Fennec   |
|  |              |

|  | Cáo tai dơi |
|  |             |

Cáo tuyết ban đầu được Carl Linnaeus mô tả trong tác phẩm 10th edition of Systema Naturae vào năm 1758 với danh pháp Canis lagopus. Loại mẫu vật được thu hồi từ Lapland, Thụy Điển. Danh pháp vulpes là tiếng Latin của từ "fox" (cáo). Danh pháp lagopus có nguồn gốc từ tiếng Hy Lạp cổ đại λαγως (lagos, "thỏ đồng") và πους (pous, "chân"), đề cập đến lông trên chân cáo tương tự như những gì được thấy trên loài thỏ ở khí hậu lạnh.

### Phân loài
Bên cạnh phân loài đề cử, Vulpes lagopus lagopus, có bốn phân loài khác của loài cáo này:
- Cáo Bắc Cực đảo Bering, Vulpes lagopus beringensis
- Cáo Bắc Cực Iceland, Vulpes lagopus fuliginosus
- Cáo Bắc Cực đảo Pribilof, Vulpes lagopus pribilofensis
- Cáo Bắc Cực Greenland, Vulpes lagopus foragorapusis

## Phân bố và môi trường sống
Cáo tuyết phân bố gần miền cực và sinh sống trong môi trường lãnh nguyên Bắc cực ở Bắc Âu, Bắc Á và Bắc Mỹ. Phạm vi gồm có Greenland, Iceland, Fennoscandia, Svalbard, Jan Mayen vài đảo khác ở biển Barents, bắc Nga, nhiều đảo ở biển Bering, Alaska và Canada xa về phía nam vịnh Hudson. Trong những năm cuối thế kỷ XIX, được du nhập vào quần đảo Aleut phía tây nam của Alaska. Cáo chủ yếu sống ở vùng lãnh nguyên và tảng băng trôi nhưng cũng có mặt trong rừng taiga ở Canada và bán đảo Kenai ở Alaska. Chúng được tìm thấy ở độ cao lên đến 3.000 m (9.800 ft) trên mực nước biển và đã được nhìn thấy trên băng biển gần với Bắc Cực.
Cáo Bắc Cực là động vật có vú duy nhất có nguồn gốc từ Iceland. Loài đã đến cô lập tại đảo ở bắc Đại Tây Dương kết thúc thời kỳ băng hà cuối cùng, băng qua biển đông lạnh. Trung tâm cáo Bắc Cực tại Súðavík chứa một triển lãm về cáo tuyết và tiến hành nghiên cứu về ảnh hưởng của du lịch với số lượng. Phạm vi loài suốt thời cuối kỷ băng hà rộng lớn hơn hiện tại, và hóa thạch còn lại của cáo tuyết được tìm thấy nhiều ở miền bắc Âu và Siberia.

## Tình trạng bảo tồn
Tình trạng bảo tồn loài cáo này nói chung tốt và ước tính có khoảng vài ngàn cá thể trong tổng số. IUCN đánh giá là "loài ít quan tâm". Tuy nhiên quần thể tại lục địa Scandinavian có nguy cơ tuyệt chủng, mặc dù được bảo vệ hợp pháp khỏi săn bắn và bức hại trong nhiều thập kỷ. Ước tính số cáo trưởng thành trong tất cả các nước Na Uy, Thụy Điển và Phần Lan ít hơn 200 cá thể.
Sự phong phú của cáo tuyết có xu hướng dao động trong một chu kỳ cùng với số chuột lemming và chuột đồng (một chu kỳ từ 3 đến 4 năm). Quần thể đặc biệt dễ bị đe dọa nhiều năm khi số con mồi giảm sút, và nạn săn thú không kiểm soát được gần như loại trừ hai phân loài.
Da cáo có màu xanh xám đen - một biểu hiện của gen lặn - đặc biệt có giá trị. Chúng được vận chuyển đến nhiều nơi khác nhau trước cả cáo hoang quần đảo Aleut trong những năm 1920. Chương trình đã thành công khi gia tăng số lượng cáo lông xanh, nhưng con mồi là ngỗng Canada Aleutian mâu thuẫn với mục tiêu bảo tồn loài cáo
Cáo tuyết biến mất tại vùng đất có loài cáo đỏ lớn hơn. Điều này đã được quy cho biến đổi khí hậu - giá trị ngụy trang của bộ lông sáng giảm đáng kể khi tuyết ít phủ. Cáo đỏ chiếm ưu thế khi phạm vi sống bắt đầu chồng chéo bằng cách giết cáo tuyết và con non. Một lời giải thích khác cho việc gia tăng cáo đỏ có liên quan đến sói xám: Trong quá khứ, sói kiềm chế số lượng cáo đỏ xuống, nhưng sói xám bị săn bắt đến gần tuyệt chủng trong nhiều phạm vi trước đây, số lượng cáo đỏ phát triển lớn hơn, và chúng đã trở thành động vật ăn thịt đầu bảng của hệ sinh thái. Ở khu vực bắc Âu, có những chương trình cho phép săn bắn cáo đỏ trong phạm vi sống của cáo tuyết trước đây.
Cũng như nhiều loài săn khác, nguồn dữ liệu tốt nhất thống kê quy mô số lượng lớn và lịch sử đang săn tìm hồ sơ túi và bảng câu hỏi. Một số nguồn tiềm năng của lỗi trong bộ sưu tập dữ liệu đó. Ngoài ra, con số rất khác nhau giữa các năm do sự biến động số lượng cá thể lớn. Tuy nhiên, tổng số lượng cáo tuyết phải dựa theo thứ tự của hàng trăm ngàn động vật.
Số lượng thế giới không bị đe dọa, nhưng hai nhóm quần thể cáo tuyết đang có. Một là tại đảo Medny (quần đảo Commander, Nga), giảm khoảng 85-90%, khoảng 90 loài động vật, là kết quả của bệnh ghẻ lở gây ra bởi ve ký sinh tai từ chó du nhập trong những năm 1970. Số lượng hiện đang được điều trị bằng thuốc chống ký sinh trùng, nhưng kết quả vẫn chưa chắc chắn.
Quần thể khác bị đe dọa là một trong Fennoscandia (Na Uy, Thụy Điển, Phần Lan và bán đảo Kola). Số này giảm mạnh bắt đầu thế kỷ 20 do kết quả của giá cả lông cáo cực cao, gây ra săn bắn tràn lan làm quần thể giảm sút. Quần thể đã duy trì mật độ thấp hơn 90 năm qua, với mức giảm thêm trong suốt thập kỷ qua. Tổng dự báo số lượng năm 1997 là khoảng 60 cáo trưởng thành ở Thụy Điển, 11 ở Phần Lan và 50 ở Na Uy. Từ Kola, có dấu hiệu tình huống tương tự, cho thấy số lượng khoảng 20 cáo trưởng thành. Quần thể Fennoscandian, số khoảng 140 cáo lớn giao phối. Ngay cả sau khi chuột lemming địa phương nhiều, số cáo tuyết có xu hướng giảm trở lại mức nguy hiểm gần như bất khả thi.
Cáo tuyết được phân là một "sinh vật ngoại lai bị cấm" dưới luật cấm chất độc hại và sinh vật ngoại lai năm 1996 của New Zealand nhằm ngăn chặn loài cáo này nhập khẩu vào đất nước.